# Бондаренко, Константин Иванович (футболист)
Константи́н Ива́нович Бондаре́нко (22 февраля 1927 — неизвестно) — советский футболист, защитник, нападающий.
Начинал играть в КФК за ДО Киев (1950—1951). Выступал в классе «Б» за ДО/ОДО Киев (1952—1956), «Металлург» Запорожье (1957), «Локомотив» Винница (1958). Играл в составе «Большевика» Киев в КФК (1959—1967, 1971).
Полуфиналист Кубка СССР 1952 года.